# Ain't It Funny (Murder Remix)
"Ain't It Funny (Murder Remix)" drugi je i ujedno najavni singl američke pjevačice Jennifer Lopez objavljen 16. listopada 2001. s njenog prvog albuma s remiksevima J to tha L-O!: The Remixes u izdanju Epic Recordsa.

## O pjesmi
Pjesma je, baš kao i prethodni singl, bila velika uspješnica zauzevši prvo mjesto američke ljestvice singlova te je postala njen tamošnji treći broj 1. Pjesma je korištena kao soundtrack za film Vjenčanje iz vedra neba u kojem je Jennifer glavna glumica. Za razliku od prethodnog singla "I'm Real", koji je na ljestvice singlova dospio zajedno sa svojim Murder Remixom, "Ain't It Funny" je na ljestvice singlova dospio odvojeno od svojeg Mureder remixa.

## Popis pjesama

### CD singl
1. "Ain't It Funny" (Murder Remix)
2. "Play" (remiks Artfula Dodgera)
3. "Feelin' So Good" (HQ2 Club mix)
4. "Ain't It Funny" (Murder Remix) (video)

### 12" maxi singl
1. "Ain't It Funny" (Murder Remix)
2. "Ain't It Funny" (Murder Remix) (instrumentalna verzija)
3. "Waiting for Tonight" (vokalni klupski miks Hexa Hectora)

## Videospot
Video za singl snimljen je 2002. godine pod redateljskom palicom Crisa Judda. Video se sastoji od dva dijela.  U prvom dijelu Jennifer priređuje malu zabavu, na kojoj se, između ostalih, nalazi i Ja Rule. U drugom se dijelu Jennifer i Ja Rule nalaze u bijeloj sobi koja je zapravo studio za snimanje u njezinoj kući. U početku Jennifer sjedi na stolcu i promatra ga, a kasnije mu se pridruži u pjevanju.

## Top ljestvice
| Ljestvice (2002.)                     | Najviša pozicija |
| ------------------------------------- | ---------------- |
| Australija                            | 9                |
| Austrija                              | 42               |
| Belgija (Valonija)                    | 16               |
| Belgija (Flandrija)                   | 24               |
| Kanada                                | 12               |
| Danska                                | 19               |
| Nizozemska                            | 10               |
| Europa                                | 13               |
| Francuska                             | 34               |
| Njemačka                              | 18               |
| Mađarska                              | 14               |
| Irska                                 | 8                |
| Novi Zeland                           | 34               |
| Švicarska                             | 7                |
| UK                                    | 4                |
| SAD (Billboard Hot 100)               | 1                |
| SAD (Billboard Hot R&B/hip-hop songs) | 4                |
| SAD (Billboard Hot Dance Club Play)   | 8                |

## Certifikacije
| Država     | Certifikacija | Prodaja |
| ---------- | ------------- | ------- |
| Australija | zlatna        | 35.000  |